# Rumänische Makkabi-Feldhandballnationalmannschaft
Die rumänische Makkabi-Feldhandballnationalmannschaft vertrat den Makkabi bei Länderspielen und internationalen Turnieren.

## Makkabiade
Die rumänische Makkabi-Feldhandballnationalmannschaft gewann die Bronzemedaille bei der Makkabiade bei ihrer einzigen Teilnahme 1935.
| Jahr | Austragungsort                            | Teilnahme bis…  | Ergebnis           | Medaille        | Bemerkung |
| ---- | ----------------------------------------- | --------------- | ------------------ | --------------- | --------- |
| 1932 | Tel Aviv, Völkerbundsmandat für Palästina | keine Teilnahme | keine Teilnahme    | keine Teilnahme |           |
| 1935 | Tel Aviv, Völkerbundsmandat für Palästina | Finalrunde      | Rumänien 0. Punkte | Bronzemedaille  |           |